# 開白寺
開白寺（かいびゃくじ）は岐阜県羽島市須賀小松にある弘法大師を本尊とする高野山真言宗派の寺院。山号は瑞雲山。
美濃新四国二十六6番札所で、羽島大師を標榜する。

## 歴史
大正末年に、当地の篤心家の今井田きぬ方で祀られていた弘法大師を本尊として建立された。
昭和38年（1963年）、同市竹鼻町にあった法泉寺を境内に移築した。
法泉寺は、昭和27年（1952年）に、京都洛北の志明院より移された不動明王を本尊とする寺院である。
行事として節分の星まつりや弘法大師の縁日や不動明王の縁日がある。
また、寺宝として岐阜県の文化財に指定されている戦国時代以前の絹本著色両界曼荼羅や、羽島市指定の有形文化財である弘法大師画像、両界曼荼羅、金剛界大日如来座像を所蔵する。